# 贝尔212
贝尔212型直升机是一款1968年首飞的双桨中型多用途直升机。该型号最初由贝尔直升机公司于美国德克萨斯州沃斯堡生产，后1988年起移至加拿大魁北克省米拉贝勒生产
。
贝尔212型直升机民用版最大座位数为15席，包括1名机组成员和14名乘客。

## 重大事故
- 2024年瓦尔扎甘直升机坠毁事故